# Lasse (vikingo)
Lasse, Lassey o Lassy (del nórdico antiguo lathserkr, que significa «el que usa camisa de lana») fue un caudillo vikingo de origen noruego, señor de Vire y Lassy (entonces llamada Lasci), a 40 kilómetros al sur de Bayeux. Era uno de los barones de Hrolf Ganger (Rollón) que participó en la búsqueda de nuevos territorios donde asentarse en Normandía. Tras el Tratado de Saint-Clair-sur-Epte (911), Rollón le asignó 200 millas cuadradas (128.000 acres) cuando dividió Neustria, desde Lassy a La Rocque al sur del río Orne, y al este hasta Tinchebray y parte de Mortain. Es el primer referente de la familia de Lacey, estirpe que consiguió su máximo esplendor durante el reinado de Guillermo el Conquistador y la conquista normanda de Inglaterra, y posteriormente las marcas fronterizas en Irlanda donde también dominaron Limerick. Hugh de Lacy fue el más prominente descendiente durante el siglo XII.

## Herencia
No ha sobrevivido mucha información de los primeros de Lacey. Las crónicas contemporáneas citan a Hugues de Lassy (c. 1005-1050), posiblemente su nieto o bisnieto, casado con Emma de Bois-l'Évêque (m. 1073), hija de Ilbert de Bois-l'Evêque de Darnétal, apodado el Mariscal (c. 978-1037). Ambos padres de dos hermanos, ancestros de dos ramas de la familia en Inglaterra: Ilbert de Lacy y Walter de Lacy.